# Neoterebra biminiensis
Neoterebra biminiensis é uma espécie de gastrópode do gênero Neoterebra, pertencente a família Terebridae.